# Alur Tani I
Alur Tani I is een bestuurslaag in het regentschap Aceh Tamiang van de provincie Atjeh, Indonesië. Alur Tani I telt 1261 inwoners (volkstelling 2010).